# Pineda Trasmonte
Pineda Trasmonte är en kommun i Spanien.   Den ligger i provinsen Provincia de Burgos och regionen Kastilien och Leon, i den centrala delen av landet, 170 km norr om huvudstaden Madrid. Antalet invånare är 138. Arean är 28,2 kvadratkilometer.
Terrängen i Pineda Trasmonte är platt.